# Opostomias mitsuii
Opostomias mitsuii és una espècie de peix de la família dels estòmids i de l'ordre dels estomiformes.

## Morfologia
- Els mascles poden assolir 36 cm de longitud total.[4][5]

## Hàbitat
És un peix marí i d'aigües profundes que viu entre 60-500 m de fondària.

## Distribució geogràfica
Es troba des del sud de Califòrnia (32-34°N) fins a la Colúmbia Britànica (48° 30′-55°N). També és present al Japó.